# Prvenstvo Jugoslavije u nogometu 1927.
Sezona Državnog prvenstva 1927. bila je peta sezona nacionalnog nogometnog natjecanja u Kraljevini SHS. Natjecateljski sustav bio je jednostruki ligaški sustav. Prvo je prvenstvo koje se nije igralo po kup-sustavu. Pobijedio je splitski Hajduk. U prednatjecanju su ispali lanjski prvak, zagrebački Građanski, te lanjski doprvak, beogradska Jugoslavija jer je većina njenih igrača otišla u BSK iz Beograda. 

Naslov najboljeg strijelca osvojili su Kuzman Sotirović iz BSK-a i Branko Zinaja iz HAŠK-a koji su postigli po 6 pogodaka.

## Sudionici
U završnicu državnog prvenstva izravno su se plasirali prvaci Beogradskog loptačkog (BSK) i Zagrebačkog nogometnog podsaveza (HAŠK), te pobjednik Jugoslavenskog kupa (Hajduk, prvak Splitskog nogometnog podsaveza). Za preostala tri mjesta u završnici državnog prvenstva natjecali su se jednostrukim kup-sustavom prvaci preostala 4 podsaveza te doprvaci Beogradskog i Zagrebačkog nogometnog podsaveza.
| Podsavez  | Prvenstvo | Klub                  | Mjesto  | Prvenstvo JNS-a     |
| --------- | --------- | --------------------- | ------- | ------------------- |
| Zagreb    | 1926./27. | HAŠK (Zagreb)         | prvak   | izravno u završnici |
| Zagreb    | 1926./27. | Građanski (Zagreb)    | doprvak | prednatjecanje      |
| Split     | 1927.     | Hajduk (Split)        | prvak   | izravno u završnici |
| Beograd   | 1926./27. | BSK (Beograd)         | prvak   | izravno u završnici |
| Beograd   | 1926./27. | Jugoslavija (Beograd) | doprvak | prednatjecanje      |
| Ljubljana | 1926./27. | Ilirija (Ljubljana)   | prvak   | prednatjecanje      |
| Subotica  | 1926./27. | SAND (Subotica)       | prvak   | prednatjecanje      |
| Sarajevo  | 1926./27. | SAŠK (Sarajevo)       | prvak   | prednatjecanje      |
| Osijek    | 1926./27. | Hajduk (Osijek)       | prvak   | prednatjecanje      |

Pobjednici prednatjecanja:
- Ilirija iz Ljubljane
- SAŠK iz Sarajeva
- SAND iz Subotice

Pravo sudjelovanja izborili su:
| Klub       | Grad      | Stadion                     |
| ---------- | --------- | --------------------------- |
| BSK        | Beograd   | Igralište na Trkalištu      |
| HAŠK       | Zagreb    | Stadion Maksimir            |
| SAŠK       | Sarajevo  | Igralište na Kovačićima     |
| SK Ilirija | Ljubljana | Igralište ob Celovški cesti |
| JŠK Hajduk | Split     | Igralište Hajduka           |
| SAND       | Subotica  | Igralište SAND-a            |

## Ljestvica
| mj.     | klub              | ut. | pob. | ner. | por. | gol+ | gol- | kvoc  | bod |
| ------- | ----------------- | --- | ---- | ---- | ---- | ---- | ---- | ----- | --- |
| 1.      | Hajduk Split      | 5   | 4    | 0    | 1    | 15   | 6    | 2,500 | 8   |
| 2.      | BSK Beograd       | 5   | 3    | 0    | 2    | 17   | 16   | 1,062 | 6   |
| 3.      | HAŠK Zagreb       | 5   | 2    | 1    | 2    | 11   | 15   | 0,733 | 5   |
| 4.      | SAND Subotica     | 5   | 2    | 0    | 3    | 11   | 12   | 0,916 | 4   |
| 5.      | SAŠK Sarajevo     | 5   | 2    | 0    | 3    | 12   | 13   | 0,923 | 4   |
| 6.      | Ilirija Ljubljana | 5   | 1    | 1    | 3    | 5    | 9    | 0,555 | 3   |
|         |                   |     |      |      |      |      |      |       |     |
| Izvori: |                   |     |      |      |      |      |      |       |     |

|  | Hajduk Split je prvak Jugoslavije                          |
|  | Hajduk Split i BSK Beograd pozvani su na Mitropa kup 1927. |

SAND je ispred SAŠK-a na tablici, iako ima manji broj golova i lošiju gol-razliku prema službenoj tablici JNS-a. JNS nije ovjerio prvenstvenu utakmicu BSK – SAŠK 3:0 par-forfe iako je bila prekinuta, te je zbog toga kaznio SAŠK plasmanom za jedno mjesto niže na tablici.

## Utakmice
| 1. kolo, 5. lipnja 1927.        |     |
| BSK Beograd – Ilirija Ljubljana | 3:2 |
| SAND Subotica – Hajduk Split    | 5:1 |
| SAŠK Sarajevo – HAŠK Zagreb     | 2:3 |

| 2. kolo, 12. lipnja 1927.       |     |
| Hajduk Split – BSK Beograd      | 5:1 |
| Ilirija Ljubljana – HAŠK Zagreb | 1:1 |
| SAND Subotica – SAŠK Sarajevo   | 0:4 |

| 3. kolo, 19. lipnja 1927.         |     |
| BSK Beograd – SAND Subotica       | 3:1 |
| HAŠK Zagreb – Hajduk Split        | 0:4 |
| SAŠK Sarajevo – Ilirija Ljubljana | 2:1 |

| 4. kolo, 3. srpnja 1927.          |     |
| Hajduk Split – SAŠK Sarajevo      | 2:0 |
| HAŠK Zagreb – BSK Beograd         | 4:3 |
| Ilirija Ljubljana – SAND Subotica | 1:0 |

| 5. kolo, 10. srpnja 1927.        |     |       |
| BSK Beograd – SAŠK Sarajevo      | 7:4 | [ 3 ] |
| HAŠK Zagreb – SAND Subotica      | 3:5 |       |
| Hajduk Split – Ilirija Ljubljana | 3:0 |       |

## Prvaci
Hajduk (trener: Luka Kaliterna)
Otmar Gazzari
Lorenzo Gazzari
Ivan Montana
Miroslav Dešković
Mihovil Borovčić Kurir
Veljko Poduje
Šime Poduje
Leo Lemešić
Mirko Bonačić
Antun Bonačić
Vinko Radić
Petar Borovčić Kurir

## Statistika

### Ljestvica strijelaca
| Pl. | Ime                | Klub            | Broj pogodaka |
| --- | ------------------ | --------------- | ------------- |
| 1.  | Kuzman Sotirović   | BSK (Beograd)   | 6             |
| 1.  | Branko Zinaja      | HAŠK (Zagreb)   | 6             |
| 3.  | Ferdinand Götz     | SAŠK (Sarajevo) | 5             |
| 3.  | Milan Berić        | SAND (Subotica) | 5             |
| 5.  | Antun Bonačić      | Hajduk (Split)  | 4             |
| 5.  | Vinko Radić        | Hajduk (Split)  | 4             |
| 5.  | Filip Tomičić      | SAŠK (Sarajevo) | 4             |
| 8.  | Šime Poduje        | Hajduk (Split)  | 3             |
| 8.  | Milorad Dragičević | BSK (Beograd)   | 3             |

### Klubovi
Pojašnjenje: Ime i prezime igrača (broj nastupa u sezoni/broj golova u sezoni). Igrači su poredani prema poziciji u momčadi od golmana do napadača, a potom i po broju nastupa.
- Hajduk (Split)

Trener: Luka Kaliterna

Otmar Gazzari 5/0, Ivan Montana 5/0, Lorenzo Gazzari 5/0, Mirko Bonačić 5/1, Veljko Poduje 5/0, Mihovil Borovčić Kurir 4/1, Miroslav Dešković 4/1, Petar Borovčić Kurir 2/0, Vinko Radić 5/4, Leo Lemešić 5/1, Šime Poduje 5/3, Antun Bonačić 4/4, Marko Markovina 1/0
- BSK (Beograd)

Trener: Adolf Engel (Austrija)

Milan Gligorijević 3/0, Milorad Ilić 2/0, Milorad (I) Mitrović 4/0, Janko Rodin 4/0, Svetislav (I) Popović 2/0, Milorad Arsenijević 5/0, Sava Marinković 5/1, Ljubiša Đorđević 5/0, Milorad Dragičević 5/3, Dragutin Najdanović 5/2, Blagoje Marjanović 5/2, Kuzman Sotirović 4/6, Ivan Bek 3/1, Slobodan Krčevinac 1/0, Dragoljub Čupić 1/0, Nikola Marjanović 1/1
- HAŠK (Zagreb)

Trener: Vjekoslav Župančić 

Dragutin Friedrich 4/0, Ljerko Mitrović 1/0, Miroslav Koch 5/0, Eugen Dasović 4/0, Branko Kunst 5/0, Dragutin Kolibaš 5/1, Ivan Marjanović 4/0, Egon/Marko Wasserlauf/Doranić 2/0, Mirko Križ 5/2, Stjepan Jeren 5/1, Branko Zinaja 4/6, Ivan Hitrec 3/1, Đuro Agić 3/0, Miroslav Friedrich Wolf 2/0, Eugen Plazzeriano 2/0, Dušan Zinaja 1/0
- SAND (Subotica)

Trener: Nestor Segedinski

Geza Šifliš 5/0, Miloš Beleslin 5/1, Alajos Weisz 4/0, Andrija Beretka 1/0, Mihajlo Held 5/0, Ladislav Ördög 5/0, Imre Fischer 2/0, János Bence 2/0, Milan Becić 5/5, Josip Kovač 5/1, János Horvat 5/2, János Der 4/1, Zoltan Inotai 3/1, Stevan Karip 3/0, Ferenc Haraszti 1/0
- SAŠK (Sarajevo)

Trener: Petar Zovko

Vjekoslav Giljanović 5/0, Frane Kovačić 5/0, Stjepan Bevanda 5/0, Viktor Götz 5/1, Josip Bulat 5/0, Karlo Jahn 5/0, Ferdinand Götz 5/5, Filip Tomičić 5/4, Dragutin Sieber 5/2, Anton Luffi 4/0, Anton Felver 2/0, Otto Magerle 2/0, Ferdinand Kragić 1/0, Pero Montl 1/0
- Ilirija (Ljubljana)

Trener: Evgen Betetto

Matej Miklavčič 5/0, Hugo Beltram 5/0, Josip Pleš 5/0, Boris Jenko 2/1, Gabrijel Župančič 5/0, Ivan Dekleva 5/0, Ladislav Zupančič 4/0, Ivan Košenina 1/0, Miodrag Doberlet 5/2, Ivan Zupančič 4/0, Branko Verovšek 4/1, Oto Oman 3/0, Blagoje Ćirović 3/0, Janko Šiška 3/0, Mirko Pevalek 1/1

## Vanjske poveznice
- RSSSF: Yugoslavia List of Topscorers
- RSSSF: Yugoslavia List of Final Tables
- RSSSF: sezona 1926./27.
- exyufudbal: Državno prvenstvo 1927.
- exyufudbal: Podsavezna prvenstva: 1926./27.
- fsgzrenjanin: SISTEM TAKMIČENJA U KRALJEVINI SHS
- claudionicoletti: KINGDOM OF SLOVENES, CROATES AND SERBS 1926-1930
- (srpski) Milorad Sijić, Fudbal u Kraljevini Jugoslavije, 2009., Kruševac, str. 56  Arhivirana inačica izvorne stranice od 12. svibnja 2012. (Wayback Machine)
- H.A.Š.K. 1903-1993 - HRVATSKI AKADEMSKI ŠPORTSKI KLUB, [1993.] Zagreb